# HIM
HIM (as vezes estilizado como H.I.M.) foi uma banda finlandesa de rock, formada em 1991 por Ville Valo, Mikko "Mige" Paananen e Mikko "Linde" Lindström sob o nome His Infernal Majesty.
A banda começou fazendo covers de bandas como Type O Negative, Black Sabbath entre outras, acabando por desenvolver seu próprio estilo dentro do rock. Foi só em 1995 que o conjunto começou a desenvolver sua sonoridade de marca, isto é, um estilo que mistura heavy metal e hard rock com romance, cujo temas sombrios recorrentes são tristeza e morte em conluio com temas sobre amor. A banda adotou essa sonoridade a qual denominou
love metal.
HIM é uma das bandas finlandesas de maior sucesso comercial de todos os tempos, com vendas de mais de dez milhões de discos. A banda lançou oito álbuns de estúdio, cinco compilações, três video releases e dois box sets, junto com um álbum ao vivo e um remix. A banda também recebeu inúmeros elogios, incluindo oito Emma Awards.

## História
Criada em 1991, a banda finlandesa HIM foi formada por Ville Valo (vocal), Mige (baixo), Linde (guitarra), Burton (teclados) e Gas (bateria), sendo que Ville, Mige e Linde estavam na banda desde o início, enquanto Burton e Gas substituíram antigos integrantes.
A banda nasceu com uma proposta inovadora de unir sentimento e melancolia à guitarras pesadas, fazendo uma sonoridade única que pode ser vulgarmente chamada de love metal. A voz baixo barítono inconfundível de Ville Valo consegue transmitir uma melodia única.
O HIM tem influências de bandas como The Doors, Blue Öyster Cult, Black Sabbath, Paradise Lost, Type O Negative, Sentenced, The 69 Eyes, The Sisters of Mercy, The Cure e Fields of the Nephilim.
O primeiro álbum da banda, intitulado Greatest Love Songs Vol. 666, foi contemplado em 2020 pela revista Metal Hammer na sua lista de 20 melhores álbuns de metal de 1997. Neste mesmo álbum, a banda regravou "Wicked Game", música que fez sucesso no passado na voz de Chris Isaak. Quando perguntado sobre o porquê de ter relançado essa música, Valo responde: "Eu posso me identificar com o sentimento dessa música, ela tem o mesmo tipo de melancolia que você encontra nas músicas tradicionais finlandesas e em nossa música. Nós temos muito mais em comum com um cara como o Chris Isaak do que com qualquer banda de testosterona-heavy metal."
Posteriormente, em 1999, gravaram o álbum Razorblade Romance nos estúdios Rockfield, com a produção feita por John Fryer. Neste álbum encontra-se alguns dos maiores sucessos do HIM, como "Poison Girl", "Join Me in Death" e "Right Here in My Arms".
Os próximos álbuns, Deep Shadows and Brilliant Highlights e Love Metal só viriam a confirmar a qualidade da banda, o que lhes rendeu fama e espaço na mídia para novos trabalhos. Em 2004 sairia a coletânea And Love Said No: The Greatest Hits 1997-2004.
HIM lançou seu quinto álbum de estúdio, Dark Light, em 2005. O álbum foi lançado quase que simultaneamente no mundo todo (algo inédito para a banda) e dele saíram dois singles de muito sucesso: "Wings of a Butterfly" e "Killing Loneliness". Com este álbum, HIM foi a primeira banda finlandesa a vender mais de 500,000 cópias nos Estados Unidos. Nos anos de 2006 e 2007, a banda lançou as compilações Uneasy Listening Vol. 1 e Uneasy Listening Vol. 2, respectivamente, que incluíam B-Sides e outras versões nunca antes lançadas de algumas músicas.
O sexto álbum de estúdio chegou em 2007. Chamado de Venus Doom, é considerado pelos fãs o álbum mais sombrio da banda por conta da época em que foi feito. Ville Valo estava tendo problemas pessoais e seu alcoolismo estava piorando muito, e isso tudo é refletido no som do álbum. No ano seguinte, com Valo já recuperado, foi lançado o primeiro CD/DVD ao vivo da banda, o Digital Versatile Doom, que fora gravado no final de 2007 no Orpheum Theater em Los Angeles.
Em 2009, Valo afirmou que a banda voltaria ao estúdio no mesmo ano para a gravação do próximo álbum. As gravações do álbum, denominado Screamworks: Love in Theory and Practice, começaram em 3 de Agosto e foram até 8 de Outubro de 2009. O álbum foi lançado em Fevereiro de 2010. Na versão deluxe, foi incluído um CD bônus com todas as 13 faixas do álbum em suas formas acústicas, e no final do ano a banda lançou a compilação SWRMXS, que incluía remixes de todas as faixas do Screamworks, feitas por diferentes artistas da música eletrônica.
Durante o ano de 2011, a banda se separou da gravadora com quem tinha lançado os últimos três álbuns, Sire/Warner, e aparentemente ficou em inatividade. Em novembro foi revelado que a banda estava trabalhando no próximo álbum, mas que o trabalho foi interrompido por conta de problemas com a saúde do baterista, Gas Lipstick.

### Fim
Em março de 2017 a banda anunciou em sua página do facebook que estariam encerrando as atividades. Uma turnê de despedida foi anunciada, totalizando 35 shows em 14 países da Europa. O vocalista Ville Valo comentou:
| “ | Após um quarto de século de Amor e Metal interligados, nós sinceramente sentimos que o HIM percorreu seu curso natural e um adeus deve ser dito para que visões, aromas e sons ainda não explorados apareçam. Completamos o padrão, resolvemos o enigma e viramos a chave. Obrigado. | ” |

## Heartagram

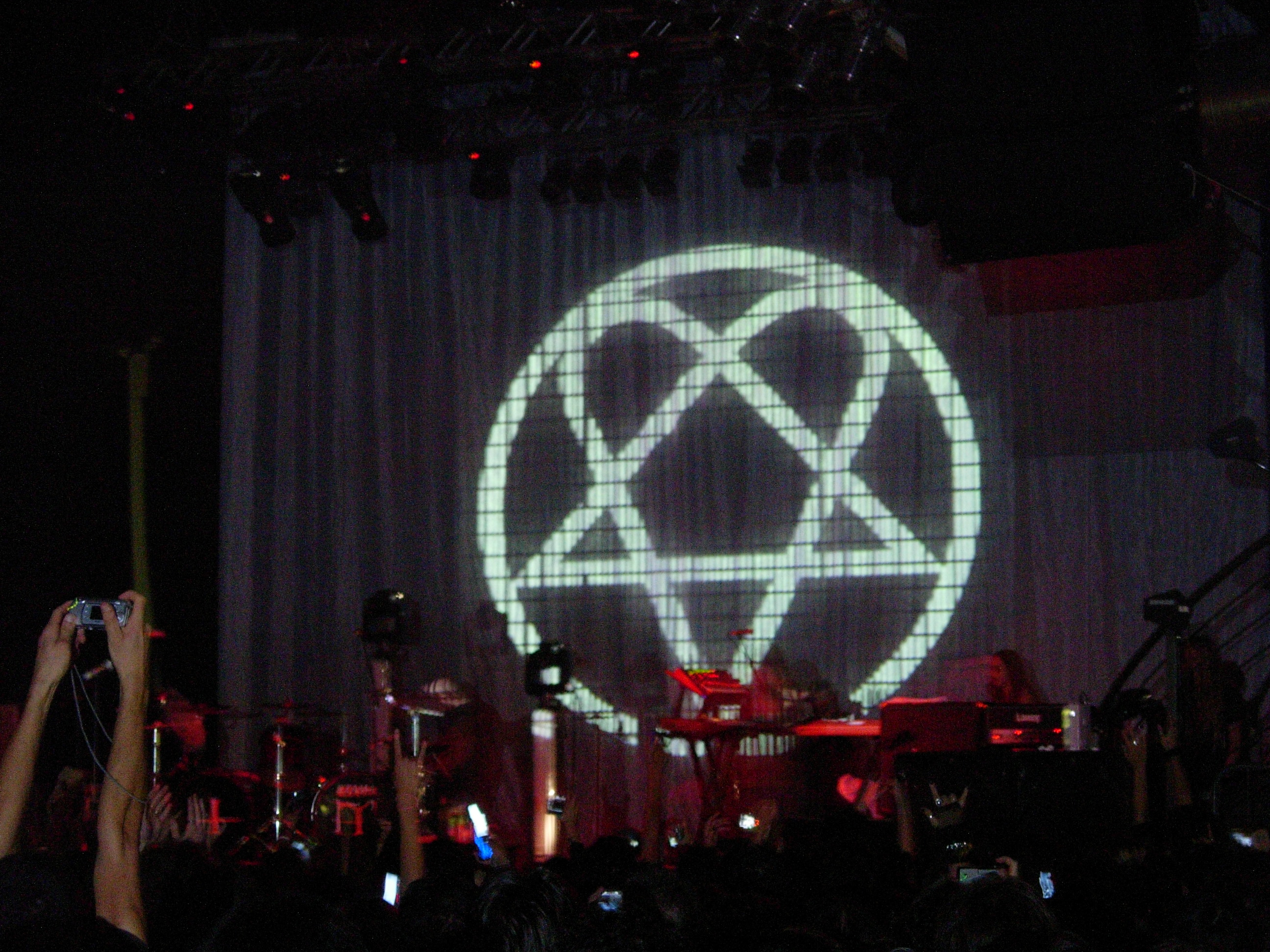
Show da banda, com um Heartagram no palco.

O "Heartagram" é a mistura de um coração com um pentagrama invertido.
O significado desse símbolo é o equilíbrio entre os extremos; a vida e a morte, o amor e o ódio, que é o tema da maioria das músicas da banda, além de ser seu símbolo principal.
O "Heartagram" é a marca registrada do HIM, criado por Ville Valo no dia de seu 20° aniversário. Valo disse que o Heartagram representa o HIM, como banda, como uma entidade e o "love metal" em geral. Muitos fãs da banda têm tatuagens do Heartagram, ou tatuagens de outros emblemas do HIM - como o coração no pulso direito de Ville. Ville Valo permitiu que seu grande amigo, Bam Margera (skatista profissional, ator e estrela dos programas de TV Jackass e Viva La Bam), compartilhasse a licença da imagem do Heartagram, o que ele tem feito para fins promocionais, incluindo seus tênis Adio e skates Element.

## Formação

### Última formação
- Ville Valo — vocal
- Mikko "Linde" Lindström — guitarra
- Mikko "Mige" Paananen — baixo
- Janne "Burton" Puurtinen — teclado

### Ex-membros
- Juhana "Pätkä" Rantala — bateria
- Antto Melasniemi — teclado
- Zoltan Pluto — teclado
- Gas Lipstick — bateria

## Discografia
| - 1997 — Greatest Love Songs Vol. 666 - 1999 — Razorblade Romance - 2001 — Deep Shadows and Brilliant Highlights - 2003 — Love Metal - 2005 — Dark Light - 2007 — Venus Doom - 2010 — Screamworks: Love in Theory and Practice, Chapters 1-13 - 2013 — Tears on Tape - 2008 - Digital Versatile Doom - 1996 — 666 Ways to Love: Prologue - 2012 — Live In Hel. | - 1992 — Witches and Other Night Fears - 1995 — This Is Only The Beginning - 2004 — And Love Said No: The Greatest Hits 1997-2004 - 2006 — Uneasy Listening Vol. 1 - 2007 — Uneasy Listening Vol. 2 - 2010 — SWRMXS - 2012 — XX – Two Decades of Love Metal |